# Kim Hee-jung (attrice 1992)
Kim Hee-jung (김희정?; Pusan, 16 aprile 1992) è un'attrice sudcoreana.

## Filmografia

### Cinema
- Geomi sup (거미숲?), regia di Song Il-gon (2004)
- Meotjin haru (멋진 하루?), regia di Lee Yoon-ki (2008)
- Naneun gongmuwon-ida (나는 공무원이다?), regia di Koo Ja-hong (2012)
- Han-gang blues (한강블루스?), regia di Lee Moo-young (2016)

### Televisione
- Hotelier (호텔리어?) – serial TV (2001)
- Wanggwa na (왕과 나?) – serial TV (2007-2008)
- Insaeng-eseo gajang binnaneun sigan (인생에서 가장 빛나는 시간?) – serial TV (2012)
- Sesang-eseo gajang widaehan il (세상에서 가장 위대한 일?), regia di Lee Eun-kyu – film TV (2013)
- Wang-ui eolgul (왕의 얼굴?) – serial TV (2014-2015)
- Who Are You: Hakgyo 2015 (후아유- 학교 2015?) – serial TV (2015)
- Hwajeong (화정?) – serial TV (2015)
- Yeokjeok - Baekseong-eul humchin dojeok (역적: 백성을 훔친 도적?) – serial TV (2017)
- Dasi mannan segye (다시 만난 세계?) – serial TV (2017)
- Return (리턴?) – serial TV (2018)
- Jinsim-i data (진심이 닿다?) – serial TV (2019)
- Jeonyeok gat-i deusillae-yo (저녁 같이 드실래요?) – serial TV (2020)